# John Paul Jr.
John Lee Paul Jr., né le 19 février 1960 à Muncie (Indiana) et mort le 29 décembre 2020, des suites de la maladie de Huntington, est un pilote automobile américain sur circuits à bord de monoplaces et de voitures de sport, type Grand Tourisme et Sport-prototype s.

## Biographie
Suivant les traces de son père John Paul Sr., il dispute sa carrière de compétiteur entre 1979 (8 courses dans l'Atlantic Championship, sur Ralt RT1 personnelle) à 2002 (aux 200 miles de Phoenix), malgré une interruption complète de celle-ci en 1987 et 1988. 
En champcar il dispute 53 courses (2 victoires et 1 pôle), essentiellement en 1983 et 1987 en CART (29 compétitions entre 1982 et 1994), puis en 1998 en IRL en disputant alors toutes les courses (championnat où il court entre 1996 et 1999, à 24 reprises cette fois).

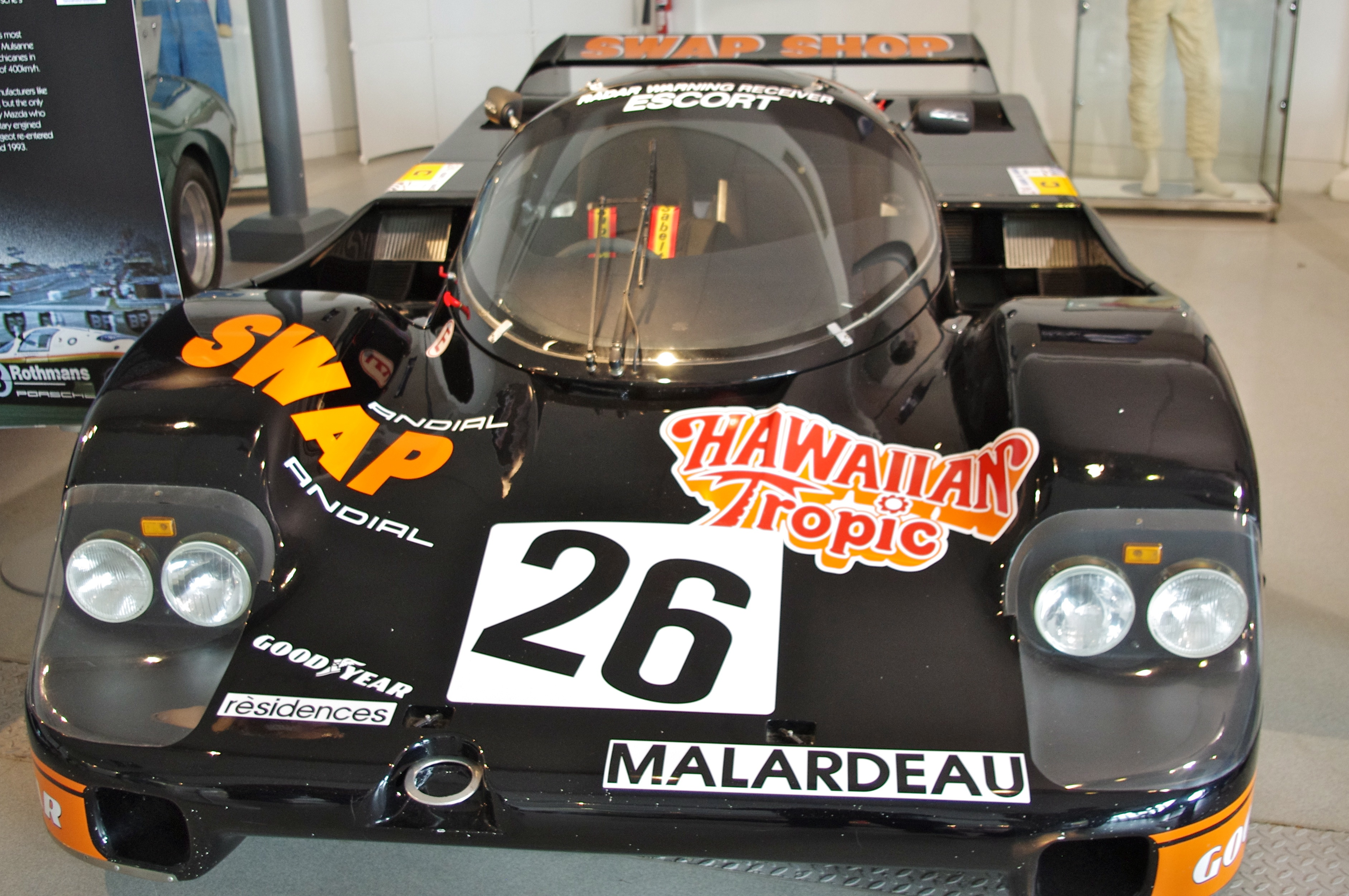
La Porsche 956 deuxième aux 24 Heures du Mans 1984 avec Paul Jr., Rondeau et Henn.

Il participe à quatre reprises aux 24 Heures du Mans entre 1980 et 1995, finissant trois fois dans les dix premiers, et deuxième en 1984 sur Porsche 956 avec Jean Rondeau et Preston Henn (deuxième de catégorie IMSA en 1980 avec son père et l'anglais Guy Edwards, pour une neuvième place au général).
Il dispute sept éditions des 500 miles d'Indianapolis entre 1985 et 1998, terminant septième en 1998 sur Dallara-Oldsmobile et dixième en 1992 sur Lola-Buick.
Il obtient quatre victoires sur le Daytona International Speedway, dont deux durant l'épreuve des 24 Heures (s'imposant également au Sebring International Raceway dans la course des 12 Heures).

## Palmarès

### Titres
- Champion IMSA GT en 1982, sur Porsche 935 Turbo et Lola T600-Chevrolet du JLP Racing (alors plus jeune pilote sacré; 9 victoires sur 18 courses au programme);
  - Vice-champion IMSA GT en 1981, sur les mêmes voitures (2 victoires, dont la finale à Daytona; 4e en 1980 -même team-, et 5e en 1993 pour Joest Racing);

## Victoires
(16 en IMSA GT)

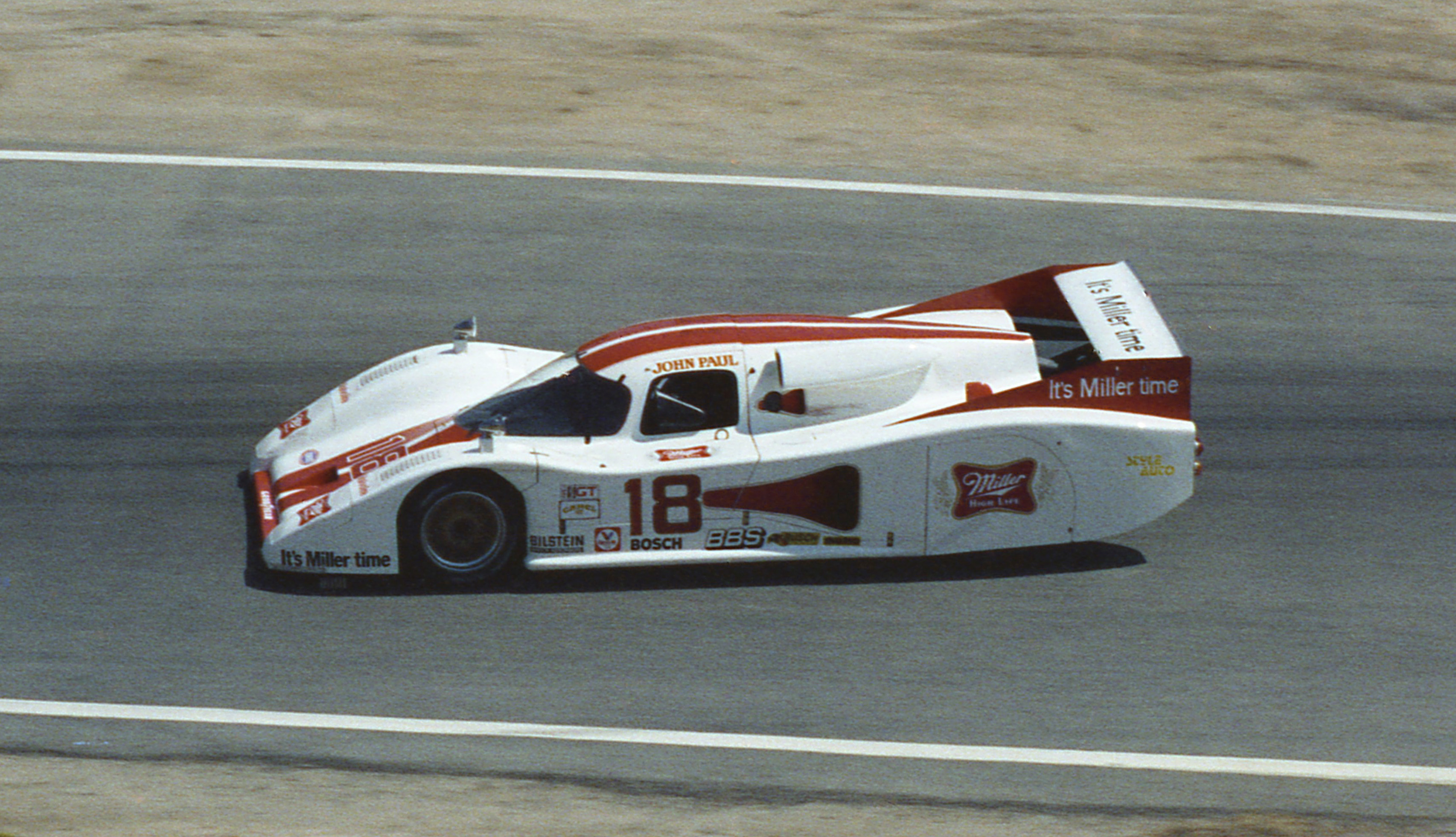
La Lola T600 de John Paul Jr. victorieuse à Laguna Seca en championnat IMSA GT 1982.

- 1980 1 Heure 30 de Lime Rock (IMSA GT) sur Porsche 935 avec son père;
- 1980  500 miles "Road America" (IMSA GT) sur Porsche 935 avec son père;
- 1981 500 miles de Pocono (IMSA GT) sur Porsche 935 avec son père;
- 1981 250 miles de Daytona (IMSA GT, finale du championnat -après avoir été 2e en 1980-) sur Porsche 935;
- 1982 24 Heures de Daytona (IMSA GT) sur Porsche 935 avec son père et Rolf Stommelen;
- 1982 12 Heures de Sebring (IMSA GT) sur Porsche 935 avec son père;
- 1982 150 miles Road Atlanta (IMSA GT) sur Porsche 935;
- 1982 100 miles de Laguna Seca (IMSA GT) sur Lola T600;
- 1982 500 kilomètres de Charlotte (IMSA GT) sur Porsche 935 avec son père;
- 1982 200 kilomètres de Brainerd (IMSA GT) sur Porsche 935;
- 1982 100 miles de Portland (IMSA GT) sur Porsche 935;
- 1982 6 Heures de Mosport (IMSA GT) sur Porsche 935 avec son père;
- 1982 500 kilomètres Road Atlanta (IMSA GT) sur Porsche 935 avec son père;
- 1983 500 miles du Michigan (organisés par Norton, en CART) sur Penske-Cosworth PC-10;
- 1983 Trois-Rivières (Trans-Am) sur Chevrolet Camaro;
- 1992 Victoire de classe aux 12 Heures de Sebring sur Nissan 240SX avec David Loring;
- 1996 3 Heures de Mosport (IMSA GTS) avec Leitzinger sur Riley & Scott;
- 1996 2 Heures de Daytona (IMSA GTS) avec Leitzinger sur Riley & Scott;
- 1997 24 Heures de Daytona (IMSA GTS) sur Riley & Scott-Ford MK-III avec les Anglais James Weaver et Andy Wallace, et les américains Butch Leitzinger, Elliott Forbes-Robinson, John Schneider et Rob Dyson, sur voiture de ce dernier;
- 1997 2 Heures de Las Vegas (IMSA GTS) avec Leitzinger sur Riley & Scott;
- 1997 1 Heure 45 de Laguna Seca (IMSA GTS) avec Leitzinger sur Riley & Scott;
- 1998 Lone Star 500 Texas Motor Speedway de Fort Worth (IRL) sur G-Force-Aurora.

(Nota Bene: en 1981 il termine deuxième du Trophée du Norisring, en 1982 deuxième des 500 miles de "Road America" et de Pocono, puis en 1984 il finit deuxième des 6 Heures de Watkins Glen, et en 1993 également deuxième des 12 Heures de Sebring et des 500 miles "Road America")